# Розариу, Карлуш Агоштинью ду
Карлуш Агоштинью ду Розариу (порт. Carlos Agostinho do Rosário; род. 26 октября 1954, Машише, Иньямбане) — мозамбикский политик, премьер-министр Мозамбика с 17 января 2015 по 3 марта 2022 года, дипломат.

## Биография
Родился в Машише 26 октября 1954 года. Изучал экономику в университете Эдуарду Мондлане в Мапуту, затем продолжил образование в Великобритании в Уай-колледже, графство Кент, получил степень Master of Science в сфере устойчивого сельского хозяйства и развития сельской экономики.
В 1970-х годах Розариу работал в качестве гражданского служащего, с 1977 по 1983 годы года работал в Министерстве общественных работ в отделе экономики и финансов. В 1983 году стал главным экономистом агрофирмы Citrinos de Manica.
В 1987 году Розариу был назначен губернатором провинции Замбезия и первым секретарём провинциального комитета партии ФРЕЛИМО. В 1994 году Розариу непродолжительное время был членом собрания Республики (парламента), после чего занял пост министра сельского хозяйства и рыболовства, который занимал до 1999 года, затем перешёл на дипломатическую работу.
Розариу занимал должность Верховного комиссара Мозамбика в Индии и на Шри-Ланке с 2002 по 2008 годы, а в 2009 он стал послом в Индонезии, с одновременной аккредитацией в Малайзии, Сингапуре, Таиланде и Восточном Тиморе. Розариу оставался на этом посту до своего назначения на пост премьер-министра 17 января 2015 года президентом Филипе Ньюси.
После формирования правительства Розариу оппозиционные политики из РЕНАМО выступили с протестом по поводу того, что все 22 министра правительства являются членами партии ФРЕЛИМО.

## Хобби
Поклонник футбола, играл в юношеской сборной страны и создал футбольную команду дипломатов, будучи послом в Индонезии.